# レスター・エリス
レスター・エリス（Lester Ellis、男性、1965年3月15日 - ）は、オーストラリアのプロボクサー。イギリスブラックプール出身メルボルン育ち。元IBF世界スーパーフェザー級王者。息子のレスター・エリス・ジュニアは俳優。

## 来歴
1983年4月24日、エリスは19歳でプロデビューを果たし3KO勝ちで白星でデビューを飾った。
1984年11月16日、17戦無敗のコモンウェルスイギリス連邦スーパーフェザー級王者ジョン・シチューラと対戦し12回2-1の判定勝ちで王座獲得に成功した。
1985年2月15日、メルボルンのフェスティバル・ホールで世界初挑戦をIBF世界スーパーフェザー級王者柳煥吉と対戦し15回2-1の判定勝ちで王座獲得に成功した。
1985年4月26日、メルボルンのフェスティバル・ホールでロッド・セクエナンと対戦し13回3分7秒KO勝ちで初防衛に成功した。
1985年7月12日、フェスティバル・ホールでバリー・マイケルと対戦し15回0-3の判定負けで2度目の防衛に失敗し王座から陥落した。
1987年4月30日、オーストラリアライト級王者デーレ・アルタンゴと対戦し6回KO勝ちで王座獲得に成功した。
1988年3月16日、ブリスベンのフェスティバル・ホールでオーストラリアスーパーライト級王者パット・レグリスと対戦し5回TKO勝ちで王座獲得に成功した。
1988年8月4日、コモンウェルスイギリス連邦スーパーライト級王者トニー・レイグと対戦し12回3-0の判定勝ちで王座獲得に成功した。
1988年10月13日、ロベルト・ハーキンと対戦し4回TKO勝ちで初防衛に成功した。
1989年3月21日、スティーブ・ラリモアと対戦し自身初のKO負けとなる11回逆転TKO負けで2度目の防衛に失敗し王座から陥落した。
1991年6月19日、オーストラリアウェルター級王者アッティラ・フォーガスと対戦し12回1-2の判定負けで王座獲得に失敗した。
1993年2月19日、WBF世界ウェルター級王座決定戦をロッキー・ベルと対戦し2回40秒KO勝ちで王座獲得に成功した。
1994年12月3日、IBO世界スーパーライト級王座決定戦をアル・コクイーラと対戦し初回KO勝ちで王座獲得に成功した。
1995年3月10日、IBO世界ライト級王者アマンド・カバトと対戦し12回3-0の判定勝ちでIBO2階級制覇に成功した。
1995年7月17日、エリック・アレクサンダーとIBO世界スーパーウェルター級王座決定戦を行い12回3-0の判定勝ちでIBO3階級制覇に成功した。
1996年4月29日、 後のIBF世界フェザー級王者カルビン・グローブと対戦し4回2分24秒TKO負け。
2002年7月15日、6年3か月振りの復帰戦を後のWBA世界ミドル級王者アンソニー・ムンディンと対戦し3回2分4秒TKO負けを最後に現役を引退した。

## 獲得タイトル
- コモンウェルスイギリス連邦スーパーフェザー級王座
- 第2代IBF世界スーパーフェザー級王座（防衛1度）
- オーストラリアライト級王座
- オーストラリアスーパーライト級王座
- コモンウェルスイギリス連邦スーパーライト級王座
- WBF世界ウェルター級王座
- IBO世界スーパーライト級王座
- IBO世界ライト級王座
- IBO世界スーパーウェルター級王座